# Rhagodes nicotrae
Rhagodes nicotrae är en spindeldjursart som beskrevs av Lodovico di Caporiacco 1939. Rhagodes nicotrae ingår i släktet Rhagodes och familjen Rhagodidae. Inga underarter finns listade i Catalogue of Life.